# 木原龍一
木原 龍一（きはら りゅういち、ラテン文字: Ryuichi Kihara, 1992年8月22日 - ）は、日本のフィギュアスケート選手（ペア、男子シングル）。パートナーは三浦璃来。元パートナーは須崎海羽、高橋成美。マネジメントはIMG。
日本選手が苦戦していたペア競技において、数々の最高成績を更新している選手である。2014年ソチオリンピック、2018年平昌オリンピック日本代表。2022年北京オリンピックにおいても日本代表となると、個人戦では日本初の入賞となるペア7位、団体戦では日本初の銀メダル獲得に貢献した。2022-2023年のシーズンでは、日本ペア史上初のグランプリシリーズのスケートカナダで優勝、NHK杯優勝、また、世界選手権、四大陸選手権、グランプリファイナルで優勝しフィギュアスケートの全競技を含めて日本選手初となる年間グランドスラムを達成した。
2024年時点での全日本選手権優勝は6回。

## 経歴

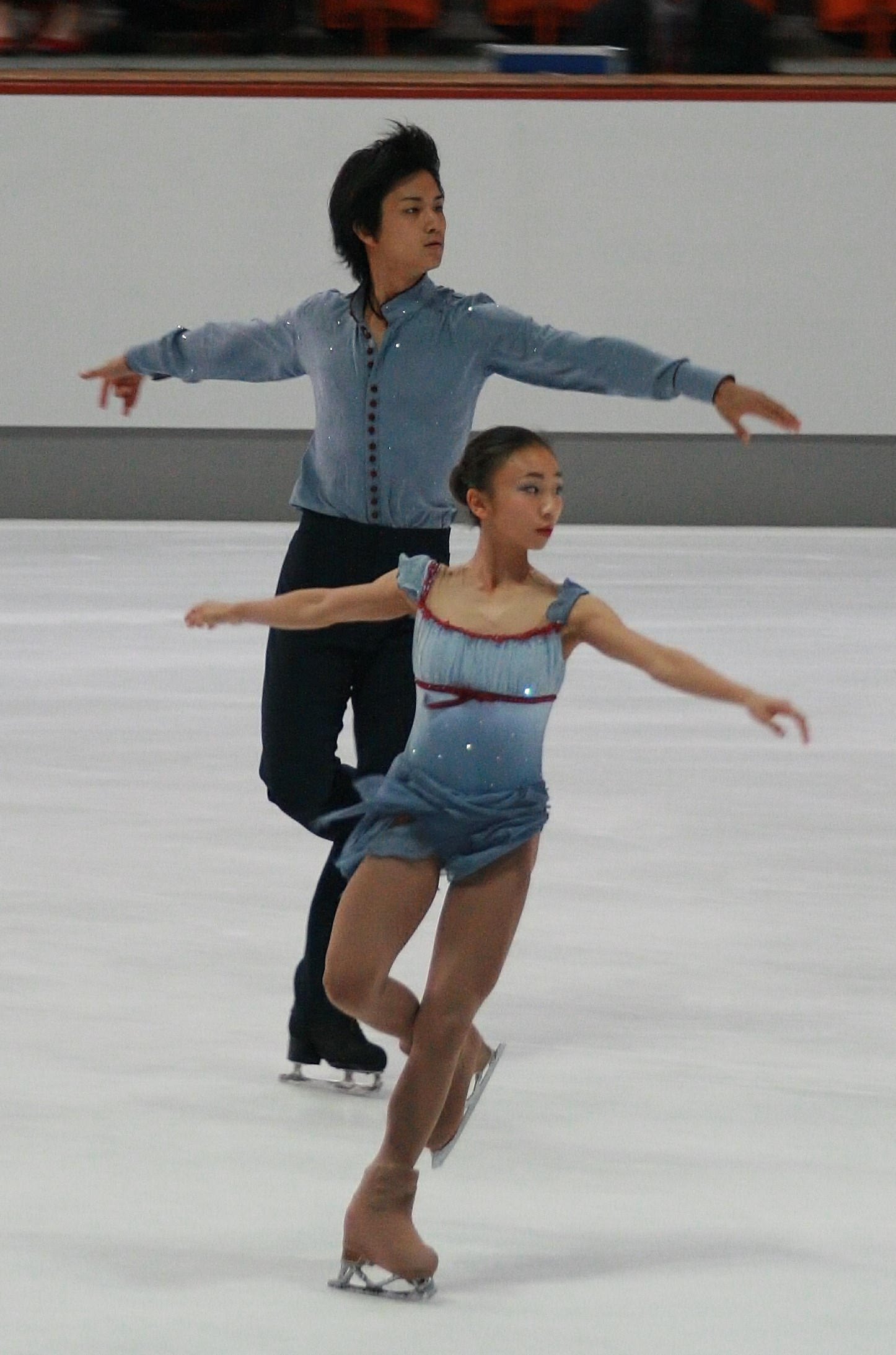
2013年ネーベルホルン杯(ペア高橋成美)

### スケーターデビュー後
シングルスケーターとして、名古屋の荻野正子の指導のもと、キャリアをスタートさせる。

#### ノービス
2003年（小5）全日本ノービスB優勝。2004年（小6）全日本ノービスAで３位。

#### ジュニア大会
2010 - 2011シーズン、ジュニアグランプリシリーズのブラエオン・シュベルター杯で3位。全日本ジュニア選手権ではSP4位から、FS1位で総合2位となった。全日本選手権に初出場し12位、新人賞を獲得した。世界ジュニア選手権では予選から出場し、パーソナルベストを更新し2位。最終的には10位に入った。
2011 - 2012シーズン、ジュニアグランプリシリーズのバルティック杯で3位。全日本ジュニア選手権では3位だったものの、全日本選手権ではジュニア選手で上位3名に入れず、世界ジュニア選手権の代表を逃した。チャレンジカップでシニアの国際大会デビューをし7位。
2012 - 2013シーズン、全日本選手権では3年連続の12位。2013年1月、国体を最後に男子シングルからペアに転向。高橋成美と組み、佐藤有香とジェイソン・ダンジェンに指導を受ける。

### ペア転向について
日本スケート連盟はカップル競技者育成のためのトライアウトを2011年から行っていた。高橋成美は2012年12月にマーヴィン・トランとのパートナーシップを解消していた。木原は当初ペア転向を希望してはいなかったがトライアウトを受けるように連盟から呼ばれていた。高橋はトライアウトのお手本役として参加しており、木原とホールドをした時に手の感触がマーヴィン・トランと似ていると感じ、連盟も木原を説得に動き出した。高橋と木原はジュニア時代から、何度も一緒に国際試合に行って互いに知っていた。
最終的に木原は「五輪を目指して挑戦するというのは、今しかできないこと」と判断してペア転向を決断した。2013年1月、連盟から正式な形でペア転向が発表された。
ソチ五輪団体戦出場をひとつの目標として結成されたペアであるが、木原はソチ五輪後もブログでペア競技継続の意思を表明した。

### 髙橋成美とのペア

#### 2013 - 2014シーズン
2013-2014シーズン、グランプリシリーズ初出場。ソチ五輪の出場枠を決める最終予選大会となるネーベルホルン杯では11位に終わったものの、エストニアが枠を返上したことにより、繰り上がりで団体戦と共に個人戦のオリンピック初出場が決定した。2014年2月のオリンピック本番では、団体戦で日本代表として総合5位（SP8位・FS5位）に留まり、ペア個人戦はSP18位に終わりFS進出は果たせなかった。同じく自身初出場となった同年3月の世界選手権もSP17位、FS（SP16位以内でFS進出）へはあと1組で惜しくも進めなかった。

#### 2014 - 2015シーズン
四大陸選手権10位、世界選手権19位。全日本選手権で非公認ながらSP50点、FS100点を超え、シーズン当初の目標を達成した。3月31日、2014 - 2015シーズン限りで高橋とのペア解消を発表した。

### 須崎海羽とのペア

#### 2015 - 2016シーズン
2015年6月17日、須崎海羽とのペア結成を発表、2015-2016シーズンより始動し、全日本選手権では3位に入る。

#### 2016 - 2017シーズン
アジアフィギュア杯で3位入賞。全日本選手権では2位に入った。四大陸選手権では13位。

#### 2017 - 2018シーズン
四大陸選手権8位、全日本選手権で初優勝。平昌オリンピックではSPで21位となり、FS進出は適わなかった。初出場の世界選手権でもFSを逃しSP24位だった。

#### 2018 - 2019シーズン
全日本選手権で連覇を果たした。代表に選出された四大陸選手権と世界選手権は、木原が脳震盪により安静を必要としていため欠場を発表した。
2019年4月8日、須崎とのペア解消を発表した。

### 三浦璃来とのペア

#### 2019 - 2020シーズン
邦和スポーツランドのリンクでアルバイトをしていたところ、同じくペアを解消してパートナーを探していた三浦璃来から申し出があり、2019年7月末にトライアウトが行われた。このトライアウトでは「最初に滑った瞬間から、『絶対にうまくいく』と確信」したとのちに語っている。8月5日、木原が所属する木下グループから新ペア結成が発表された。ペアの愛称は「りくりゅう」。カナダ・オークビルを練習拠点とし、結成わずか3か月ながら初出場したグランプリシリーズNHK杯において第5位、四大陸選手権では8位。派遣が決定していた世界選手権はコロナウイルス感染症の影響により中止となった。
2019年のNHK杯に出た辺りからが転機になったと感じており、ようやく自分に自信が持てるようになった。それまでは「ここにいていいのかな」という気持ちがあったり怪我もあったり思い悩むこともあったが、ペアへ転向して以降7〜8年かけて演出など含め周りの人とつくってきたものが三浦に出会った時、全てが上手くはまっていったと感じた。

#### 2020 - 2021シーズン
新型コロナウイルスの感染拡大を受けて、出場を予定していたスケートカナダが開催中止となり、全日本選手権への出場も辞退したため、世界選手権がシーズン初戦となったが、SPでは8位となり、初めてFS進出を果たす。FSでは10位、総合10位となった。これにより、北京オリンピックの日本の出場枠「1」を自力で獲得した。世界国別対抗戦ではSP、FSともに3位となり、日本の銅メダル獲得に貢献する。

#### 2021 - 2022シーズン
シーズン初戦のオータムクラシックで総合得点200点を超えを達成し、国際大会初優勝を果たす。
スケートアメリカで2位となりISUグランプリシリーズで初のメダルを獲得。またNHK杯では3位となり、日本人同士のペアとして初めてグランプリファイナルに進出した。全日本選手権は前年に続き欠場となったが、当季の実績をもとに北京冬季オリンピック代表(自身としては3回目)、世界選手権代表に選出された。
北京冬季オリンピック
2022年2月4日、フィギュアスケート団体戦のペアSPで自己ベストを更新して4位、7日のFSでも自己ベストを更新し2位となり、日本の団体戦初の銅メダル獲得に貢献した。その後、ロシアチーム（ROC）のドーピング違反により、2024年8月、日本の順位は2位に繰り上がっている。なお、このドーピング問題で、長らく団体戦の順位が確定せずに表彰式も延期となった。順位確定後の2024年8月7日、夏季パリオリンピック期間中にパリ市内にて改めてセレモニーが開催され、アメリカチームに金メダルが、日本チームに銀メダルが授与された。
2月18～19日に行われた個人戦では、SPでミスはあったものの8位となり、初のFS進出。FSでは再び自己ベストを更新すると、五輪での日本人ペアとしては初入賞、史上最高順位となる7位入賞を果たした。
やっと世界と戦う自信が付いて、初めて出場することができた五輪で、もっともっと上に行きたいなと思う五輪になった。少しでもペアに興味を持ってくれた子たちがペアに挑戦してくれたら、本当に頑張っていることが報われると思う。でも、ここで終わったら今までのペアと同じなんで、僕らはまだまだ走り続けます。—木原龍一、Sponichi Annex 
3月の世界選手権では、SP3位、FSで3位で銀メダルを獲得。日本勢のペア種目では五輪を含め過去最高順位で、日本人同士のペアでは初の表彰台に上がる快挙だった。しかしFSのソロジャンプ、スロージャンプなどでミスがあり、ベストな演技ではなかったことから悔しさも見せ、「この悔しさを決して忘れずに、来シーズンまた強くなって戻って来たいと思っています」と語った。

#### 2022 - 2023シーズン
7月のアイスショーで三浦が左肩を負傷(脱臼)し、治療とリハビリのため二人での練習が9月までできなかったというが、今季初戦となるスケートカナダでは、SP1位、FS1位、合計で自己最高を記録して優勝し、ペアの日本勢で初めてグランプリシリーズの頂点に立った。続くNHK杯でもSPでは自己最高を更新、世界歴代5位(開催時点)の高得点で1位、FSもまた1位となり、合計で自己最高を記録して制覇すると、グランプリファイナル出場を決めた。グランプリファイナルではSP、FSともに1点に満たない僅差の戦いを制して1位となり優勝を果たした。グランプリファイナル制覇もまた日本のペア史上初の快挙である。
全日本選手権は出場予定であったが、拠点であるトロントから日本への移動時に航空便の大幅遅延およびロストバゲージに見舞われ、日本には着いたものの欠場となった。
グランプリシリーズの成績等から世界選手権、四大陸選手権代表に選出されると、四大陸選手権でもSP1位、FS1位を獲得して、日本人ペアでの史上初優勝を飾る。
さらに世界選手権ではSPで80.72点と自己ベストを更新して首位に立ち、FPでも自己ベストを更新、合計222.16点で優勝した。これも日本人ペアとして初優勝であり、再び歴史を塗り替えた。また、このシーズンのISUチャンピオンシップである世界選手権、四大陸選手権、グランプリファイナルを制したことで、日本フィギュア界初の年間グランドスラムを達成している。

#### 2023-2024シーズン
グランプリシリーズは、スケートアメリカ、NHK杯にアサインされていたが、木原の腰椎分離症のため、両試合とも欠場となった。

#### 2024-2025シーズン
ロンバルディア杯ではSPが73.53点で2位、FSが126.02点で3位、合計199.55点で2位となった。
スケートアメリカではSP1位、FS1位で優勝。主要な国際大会での優勝は、2023年3月の世界選手権以来1年7か月ぶりとなった。

## 競技成績

### ISUパーソナルベストスコア
- SP - ショートプログラム、FS - フリースケーティング
- TSS - 部門内合計得点（英: Total segment score）は太字
- TES - 技術要素点（英: Technical element score）、PCS - 演技構成点（英: Program component score）

| 部門 | 種類 | 得点   | 大会                 |
| ---- | ---- | ------ | -------------------- |
| 総合 | TSS  | 226.09 | 2025年世界国別対抗戦 |
| SP   | TSS  | 80.99  | 2025年世界国別対抗戦 |
| SP   | TES  | 44.66  | 2023年世界選手権     |
| SP   | PCS  | 36.85  | 2025年世界国別対抗戦 |
| FS   | TSS  | 145.06 | 2025年世界国別対抗戦 |
| FS   | TES  | 73.78  | 2024年世界選手権     |
| FS   | PCS  | 73.31  | 2023年世界国別対抗戦 |

### ペア
- 2014 - 2015シーズンまでは高橋成美とのペア
- 2015 - 2016から2018 - 2019シーズンは須崎海羽とのペア
- 2019 - 2020シーズンからは三浦璃来とのペア

#### 三浦璃来とのペア
| 大会/年              | 2019-20  | 2020-21  | 2021-22  | 2022-23  | 2023-24  | 2024-25  | 2025-26  |
| 国際大会             | 国際大会 | 国際大会 | 国際大会 | 国際大会 | 国際大会 | 国際大会 | 国際大会 |
| -------------------- | -------- | -------- | -------- | -------- | -------- | -------- | -------- |
| 冬季オリンピック     |          |          | 7        |          |          |          |          |
| 世界選手権           | 中止     | 10       | 2        | 1        | 2        | 1        |          |
| 四大陸選手権         | 8        |          |          | 1        | 2        | 1        |          |
| GPファイナル         |          |          | 中止     | 1        |          | 2        |          |
| GPフランスグランプリ |          |          |          |          |          |          | TBD      |
| GPスケートアメリカ   |          |          | 2        |          | WD       | 1        | TBD      |
| GPスケートカナダ     |          | 中止     |          | 1        |          |          |          |
| GP NHK杯             | 5        |          | 3        | 1        | WD       | 2        |          |
| CSロンバルディア杯   |          |          |          |          |          | 2        |          |
| CSオータムクラシック |          |          | 1        |          | 2        |          |          |
| チャレンジカップ     |          |          |          |          | WD       |          |          |
| 国内大会             |          |          |          |          |          |          |          |
| 全日本選手権         | 1        | 棄権     | 棄権     | WD       | WD       | 1        |          |
| 団体戦               |          |          |          |          |          |          |          |
| 冬季オリンピック     |          |          | 2        |          |          |          |          |
| 世界国別対抗戦       |          | T3 / P3  |          | T3 / P2  |          | T2 / P1  |          |

#### 須崎海羽とのペア
| 大会/年               | 2015-16 | 2016-17 | 2017-18 | 2018-19 |
| --------------------- | ------- | ------- | ------- | ------- |
| 冬季オリンピック      |         |         | 21      |         |
| 世界選手権            |         |         | 24      | 棄権    |
| 四大陸選手権          |         | 13      | 8       | 棄権    |
| 全日本選手権          | 3       | 2       | 1       | 1       |
| GP ヘルシンキ         |         |         |         | 8       |
| GP NHK杯              |         |         | 8       | 8       |
| CS フィンランディア杯 |         |         |         | 10      |
| アジアフィギュア杯    |         | 3       | 2       |         |
| 団体戦                |         |         |         |         |
| 冬季オリンピック      |         |         | 5 団体  |         |

#### 高橋成美とのペア
| 大会/年               | 2013-14 | 2014-15 |
| --------------------- | ------- | ------- |
| 冬季オリンピック      | 18      |         |
| 世界選手権            | 17      | 19      |
| 四大陸選手権          |         | 10      |
| 全日本選手権          | 1       | 1       |
| GP NHK杯              | 8       | 7       |
| GP ロステレコム杯     | 8       | 7       |
| CS オータムクラシック |         | 9       |
| CS ネーベルホルン杯   | 11      | 7       |
| ロンバルディア杯      | 7       |         |
| 団体戦                |         |         |
| 冬季オリンピック      | 5 団体  |         |

#### 詳細
| 2024-2025 シーズン    |                                                               |         |          |                   |
| 開催日                | 大会名                                                        | SP      | FS       | 結果              |
| 2025年4月17日 - 20日  | 2025年世界フィギュアスケート国別対抗戦（東京）                | 1 80.99 | 1 145.06 | TBD 団体 (226.05) |
| 2025年3月24日 - 30日  | 2025年世界フィギュアスケート選手権（ボストン）                | 1 76.57 | 2 143.22 | 1 219.79          |
| 2025年2月18日 - 23日  | 2025年四大陸フィギュアスケート選手権（ソウル）                | 1 74.73 | 1 142.59 | 1 217.32          |
| 2024年12月19日 - 22日 | 第93回全日本フィギュアスケート選手権（門真）                  | 1 74.16 | 1 138.17 | 1 212.33          |
| 2024年12月5日 - 8日   | 2024/2025 ISUグランプリファイナル（グルノーブル）             | 2 76.27 | 3 130.44 | 2 206.71          |
| 2024年11月8日 - 10日  | ISUグランプリシリーズ NHK杯（東京）                           | 1 71.90 | 2 137.55 | 2 209.45          |
| 2024年10月18日 - 20日 | ISUグランプリシリーズ スケートアメリカ（アレン）              | 1 77.79 | 1 136.44 | 1 214.23          |
| 2024年9月13日 - 15日  | ISUチャレンジャーシリーズロンバルディアトロフィー（ベルガモ） | 2 73.53 | 3 126.02 | 2 199.55          |

| 2023-2024 シーズン     |                                                      |         |          |          |
| 開催日                 | 大会名                                               | SP      | FS       | 結果     |
| 2024年3月18日 - 24日   | 2024年世界フィギュアスケート選手権（モントリオール） | 2 73.53 | 1 144.35 | 2 217.88 |
| 2024年1月30日 - 2月4日 | 2024年四大陸フィギュアスケート選手権（上海）         | 2 65.61 | 3 125.16 | 2 190.77 |
| 2023年12月20日 - 24日  | 第92回全日本フィギュアスケート選手権（長野）         |         |          | WD       |
| 2023年11月24日 - 26日  | ISUグランプリシリーズ NHK杯（門真）                  |         |          | WD       |
| 2023年10月20日 - 22日  | ISUグランプリシリーズ スケートアメリカ（アレン）     |         |          | WD       |

| 2022-2023 シーズン    |                                                              |         |          |               |
| 開催日                | 大会名                                                       | SP      | FS       | 結果          |
| 2023年4月13日 - 16日  | 2023年世界フィギュアスケート国別対抗戦（東京）               | 2 80.47 | 2 143.69 | 3 団体 224.16 |
| 2023年3月20日 - 26日  | 2023年世界フィギュアスケート選手権（さいたま）               | 1 80.72 | 2 141.44 | 1 222.16      |
| 2023年2月7日 - 12日   | 2023年四大陸フィギュアスケート選手権（コロラドスプリングス） | 1 71.19 | 1 137.05 | 1 208.24      |
| 2022年12月21日 - 25日 | 第91回全日本フィギュアスケート選手権（門真）                 |         | -        | WD            |
| 2022年12月8日 - 11日  | 2022/2023 ISUグランプリファイナル（トリノ）                  | 1 78.08 | 1 136.50 | 1 214.58      |
| 2022年11月18日 - 20日 | ISUグランプリシリーズ NHK杯（札幌）                          | 1 78.25 | 1 137.91 | 1 216.16      |
| 2022年10月28日 - 30日 | ISUグランプリシリーズ スケートカナダ（ミシサガ）             | 1 73.39 | 1 138.63 | 1 212.02      |

| 2021-2022 シーズン    |                                                        |         |          |          |
| 開催日                | 大会名                                                 | SP      | FS       | 結果     |
| 2022年3月21日 - 27日  | 2022年世界フィギュアスケート選手権（モンペリエ）       | 3 71.58 | 3 127.97 | 2 199.55 |
| 2022年2月4日 - 20日   | 北京オリンピック（北京）                               | 8 70.85 | 5 141.04 | 7 211.89 |
| 2022年2月4日 - 7日    | 北京オリンピック団体戦（北京）                         | 4 74.45 | 2 139.60 | 2 団体   |
| 2021年11月12日 - 14日 | ISUグランプリシリーズ NHK杯（東京）                    | 3 73.98 | 3 135.44 | 3 209.42 |
| 2021年10月22日 - 24日 | ISUグランプリシリーズ スケートアメリカ（ラスベガス）   | 3 72.63 | 3 135.57 | 2 208.20 |
| 2021年9月16日 - 18日  | オータムクラシックインターナショナル（ピエールフォン） | 1 72.32 | 1 131.74 | 1 204.06 |

| 2020-2021 シーズン   |                                                       |         |           |                 |
| 開催日               | 大会名                                                | SP      | FS        | 結果            |
| 2021年4月15日 - 18日 | 2021年世界フィギュアスケート国別対抗戦（大阪）        | 3 65.82 | 3 130.83  | 3 (団体) 196.65 |
| 2021年3月22日 - 28日 | 2021年世界フィギュアスケート選手権 （ストックホルム） | 8 64.37 | 10 120.04 | 10 184.41       |

| 2019-2020 シーズン    |                                                      |         |          |          |
| 開催日                | 大会名                                               | SP      | FS       | 結果     |
| 2020年3月16日 - 22日  | 2020年世界フィギュアスケート選手権（モントリオール） |         |          | 中止     |
| 2020年2月4日 - 9日    | 2020年四大陸フィギュアスケート選手権（ソウル）       | 9 57.45 | 8 110.05 | 8 167.50 |
| 2019年12月19日 - 22日 | 第88回全日本フィギュアスケート選手権（東京）         | 1 53.95 | 1 116.16 | 1 170.11 |
| 2019年11月22日 - 24日 | ISUグランプリシリーズ NHK杯（札幌）                  | 6 62.41 | 6 117.53 | 5 179.94 |

| 2018-2019 シーズン    |                                                          |          |          |           |
| 開催日                | 大会名                                                   | SP       | FS       | 結果      |
| 2018年12月20日 - 24日 | 第87回全日本フィギュアスケート選手権（門真）             | 1 59.03  | 1 98.67  | 1 157.70  |
| 2018年11月9日 - 11日  | ISUグランプリシリーズ NHK杯（広島）                      | 8 49.93  | 8 93.76  | 8 143.69  |
| 2018年11月2日 - 4日   | ISUグランプリシリーズ ヘルシンキ大会（ヘルシンキ）       | 8 46.22  | 7 99.43  | 8 145.65  |
| 2018年10月5日 - 7日   | ISUチャレンジャーシリーズ フィンランディア杯（エスポー） | 10 46.12 | 10 86.47 | 10 132.59 |

| 2017-2018 シーズン    |                                              |          |          |          |
| 開催日                | 大会名                                       | SP       | FS       | 結果     |
| 2018年3月21日 - 25日  | 2018年世界フィギュアスケート選手権（ミラノ） | 24 53.33 | -        | 24       |
| 2018年2月9日 - 25日   | 平昌オリンピック（江陵）                     | 21 57.74 | -        | 21       |
| 2018年2月9日 - 12日   | 平昌オリンピック 団体戦（平昌）              | 8 57.42  | 5 97.67  | 5 団体   |
| 2018年1月24日 - 26日  | 2017年四大陸フィギュアスケート選手権（台北） | 7 56.95  | 8 100.32 | 8 157.27 |
| 2017年12月21日 - 24日 | 第86回全日本フィギュアスケート選手権（調布） | 1 54.53  | 1 106.18 | 1 160.71 |
| 2017年11月10日 - 12日 | ISUグランプリシリーズ NHK杯（大阪）          | 8 44.83  | 8 95.15  | 8 139.98 |
| 2017年8月2日 - 5日    | 2017年アジアフィギュア杯（香港）             | 3 41.24  | 1 91.96  | 2 133.20 |

| 2016-2017 シーズン    |                                              |          |          |           |
| 開催日                | 大会名                                       | SP       | FS       | 結果      |
| 2017年2月14日 - 19日  | 2017年四大陸フィギュアスケート選手権（江陵） | 12 50.48 | 14 80.37 | 13 130.85 |
| 2016年12月22日 - 25日 | 第85回全日本フィギュアスケート選手権（門真） | 2 50.07  | 2 96.18  | 2 146.25  |
| 2016年8月4日 - 7日    | 2016年アジアフィギュア杯（マニラ）           | 4 43.42  | 3 89.83  | 3 133.25  |

| 2015-2016 シーズン    |                                              |         |         |          |
| 開催日                | 大会名                                       | SP      | FS      | 結果     |
| 2015年12月24日 - 27日 | 第84回全日本フィギュアスケート選手権（札幌） | 3 43.64 | 3 82.48 | 3 126.12 |

| 2014-2015 シーズン    |                                                                      |          |          |           |
| 開催日                | 大会名                                                               | SP       | FS       | 結果      |
| 2015年3月23日 - 29日  | 2015年世界フィギュアスケート選手権（上海）                           | 19 44.54 | -        | 19        |
| 2015年2月9日 - 15日   | 2015年四大陸フィギュアスケート選手権（ソウル）                       | 10 45.63 | 10 87.21 | 10 132.84 |
| 2014年12月25日 - 28日 | 第83回全日本フィギュアスケート選手権（長野）                         | 1 50.18  | 1 100.76 | 1 150.94  |
| 2014年11月28日 - 30日 | ISUグランプリシリーズ NHK杯（門真）                                  | 7 45.35  | 7 85.91  | 7 131.26  |
| 2014年11月14日 - 16日 | ISUグランプリシリーズ ロステレコム杯（モスクワ）                     | 7 47.68  | 7 84.92  | 7 132.60  |
| 2014年10月14日 - 17日 | ISUチャレンジャーシリーズ スケートカナダオータムクラシック（バリー） | 9 39.80  | 9 72.62  | 9 112.42  |
| 2014年9月24日 - 27日  | ISUチャレンジャーシリーズ ネーベルホルン杯（オーベルストドルフ）     | 7 46.83  | 7 87.76  | 7 134.59  |

| 2013-2014 シーズン    |                                                              |          |          |           |
| 開催日                | 大会名                                                       | SP       | FS       | 結果      |
| 2014年3月24日 - 30日  | 2014年世界フィギュアスケート選手権（さいたま）               | 17 49.54 | -        | 17        |
| 2014年2月6日 - 22日   | ソチオリンピック（ソチ）                                     | 18 48.45 | -        | 18        |
| 2014年2月6日 - 22日   | ソチオリンピック 団体戦（ソチ）                              | 8 46.56  | 5 86.33  | 5 団体    |
| 2013年12月20日 - 23日 | 第82回全日本フィギュアスケート選手権（さいたま）             | 1 54.62  | 1 94.86  | 1 149.48  |
| 2013年11月22日 - 24日 | ISUグランプリシリーズ ロステレコム杯（モスクワ）             | 8 48.64  | 8 92.77  | 8 141.41  |
| 2013年11月8日 - 10日  | ISUグランプリシリーズ NHK杯（東京）                          | 7 49.54  | 8 86.59  | 8 136.13  |
| 2013年9月25日 - 28日  | 2013年ネーベルホルン杯（オーベルストドルフ）                 | 8 49.42  | 13 80.12 | 11 129.54 |
| 2013年9月19日 - 22日  | 2013年ロンバルディアトロフィー（セスト・サン・ジョヴァンニ） | 7 47.98  | 7 90.05  | 7 138.03  |

### 男子シングル
| 大会/年              | 2007-08 | 2008-09 | 2009-10 | 2010-11 | 2011-12 | 2012-13 |
| -------------------- | ------- | ------- | ------- | ------- | ------- | ------- |
| 全日本選手権         |         |         |         | 12      | 12      | 12      |
| NRW杯                |         |         |         |         |         | 16      |
| チャレンジカップ     |         |         |         |         | 7       |         |
| 世界Jr.選手権        |         |         |         | 10      |         |         |
| 全日本Jr.選手権      | 16      | 9       | 8       | 2       | 3       |         |
| JGPバルティック杯    |         |         |         |         | 3       |         |
| JGPタリン杯          |         |         |         |         | 4       |         |
| JGPオーストリア杯    |         |         |         | 10      |         |         |
| JGP B.シュベルター杯 |         |         |         | 3       |         |         |
| JGPミンスク・アイス  |         |         | 9       |         |         |         |
| ウィンターゲームズNZ |         |         | 2 J     |         |         |         |

#### 詳細
| 2012-2013 シーズン    |                                              |          |           |           |
| 開催日                | 大会名                                       | SP       | FS        | 結果      |
| 2012年12月20日 - 24日 | 第81回全日本フィギュアスケート選手権（札幌） | 12 58.07 | 12 126.07 | 12 184.14 |
| 2012年12月5日 - 9日   | 2012年NRW杯（ドルトムント）                  | 25 40.61 | 10 121.73 | 16 162.34 |

| 2011-2012 シーズン    |                                                      |          |           |           |
| 開催日                | 大会名                                               | SP       | FS        | 結果      |
| 2012年3月8日 - 11日   | 2012年チャレンジカップ（ハーグ）                     | 9 59.32  | 7 124.40  | 7 183.72  |
| 2011年12月22日 - 26日 | 第80回全日本フィギュアスケート選手権（門真）         | 13 57.45 | 11 121.19 | 12 178.64 |
| 2011年11月25日 - 27日 | 第80回全日本フィギュアスケートジュニア選手権（八戸） | 2 62.14  | 2 125.54  | 3 187.68  |
| 2011年10月12日 - 15日 | ISUジュニアグランプリ タリン杯（タリン）             | 3 57.52  | 5 112.60  | 4 170.12  |
| 2011年9月14日 - 18日  | ISUジュニアグランプリ バルティック杯（グダニスク）   | 3 59.98  | 4 113.33  | 3 173.31  |

| 2010-2011 シーズン   |                                                                |          |          |           |           |
| 開催日               | 大会名                                                         | 予選     | SP       | FS        | 結果      |
| 2011年2月28日-3月6日 | 2011年世界ジュニアフィギュアスケート選手権（江陵）             | 2 123.07 | 12 58.75 | 9 116.97  | 10 175.72 |
| 2010年12月24日-27日  | 第79回全日本フィギュアスケート選手権（長野）                   | -        | 16 52.53 | 11 126.11 | 12 178.64 |
| 2010年11月26日-28日  | 第79回全日本フィギュアスケートジュニア選手権（ひたちなか）     | -        | 4 51.99  | 1 123.75  | 2 175.74  |
| 2010年10月6日-10日   | ISUジュニアグランプリ ブラエオン・シュベルター杯（ドレスデン） | -        | 5 57.83  | 3 120.09  | 3 177.92  |
| 2010年9月15日-19日   | ISUジュニアグランプリ オーストリア杯（グラーツ）               | -        | 9 51.44  | 11 95.41  | 10 146.85 |

| 2009-2010 シーズン    |                                                                       |         |          |          |
| 開催日                | 大会名                                                                | SP      | FS       | 結果     |
| 2009年11月21日 - 23日 | 第78回全日本フィギュアスケートジュニア選手権（横浜）                  | 3 53.20 | 13 86.04 | 8 139.24 |
| 2009年9月23日 - 27日  | ISUジュニアグランプリ ミンスク・アイス（ミンスク）                    | 9 46.42 | 9 88.17  | 9 134.59 |
| 2009年8月27日 - 30日  | 2009年ウィンターゲームズニュージーランド ジュニアクラス（ダニーデン） | 2 49.63 | 2 84.97  | 2 134.60 |

| 2008-2009 シーズン    |                                                        |         |         |          |
| 開催日                | 大会名                                                 | SP      | FS      | 結果     |
| 2008年11月23日 - 24日 | 第77回全日本フィギュアスケートジュニア選手権（名古屋） | 7 47.20 | 9 89.76 | 9 136.96 |

| 2007-2008 シーズン    |                                                      |          |          |           |
| 開催日                | 大会名                                               | SP       | FS       | 結果      |
| 2007年11月24日 - 25日 | 第76回全日本フィギュアスケートジュニア選手権（仙台） | 21 37.57 | 15 79.03 | 16 116.60 |

| 2006-2007 シーズン    |                                                      |          |          |           |
| 開催日                | 大会名                                               | SP       | FS       | 結果      |
| 2006年11月25日 - 26日 | 第75回全日本フィギュアスケートジュニア選手権（広島） | 12 40.85 | 17 69.32 | 17 110.17 |

## プログラム使用曲

### ペア
| シーズン  | SP | FS | EX                                                                                               |
| --------- | --- | --- | ------------------------------------------------------------------------------------------------ |
| 2024-2025 | Paint It Black 曲：ローリング・ストーンズ 振付：シェイ＝リーン・ボーン                                                                                                  | Adiós 曲：Benjamin Clementine 振付：マリー＝フランス・デュブレイユ                                                                                                 | Can't Stop The Feeling 曲：ジャスティン・ティンバーレイク                                        |
| 2023-2024 | Dare You to Move 曲：スウィッチフット | Une chance qu'on s'a 曲：セリーヌ・ディオン, ジャン＝ピエール・フェルラン Amour infini 曲：Karl Hugo                                                               |                                                                                                  |
| 2022-2023 | You’ll Never Walk Alone 曲：リチャード・ロジャーズ,オスカー・ハマースタイン2世 振付：ジュリー・マルコット                                                               | Atlas: Two 曲：Sleeping at Last 振付：ジュリー・マルコット | ハレルヤ 曲： Leonard Cohen 振付：ジュリー・マルコット I Lived 曲：ONE REPUBLIC                  |
| 2021-2022 | ハレルヤ 曲： Leonard Cohen 振付：ジュリー・マルコット | Woman 曲： Shawn Phillips 振付：ジュリー・マルコット | I LIVED 曲：ONE REPUBLIC                                                                         |
| 2020-2021 | ハレルヤ 曲： Leonard Cohen 振付：ジュリー・マルコット | Woman 曲： Shawn Phillips 振付：ジュリー・マルコット | Million Reasons 曲：レディー・ガガ                                                               |
| 2019-2020 | 映画『ノクターナル・アニマルズ』サウンドトラックより Wayward Sisters 作曲：アベル・コジェニオウスキ 振付：ジュリー・マルコット                                          | フィックス・ユー 曲：コールドプレイ 振付：ジュリー・マルコット |                                                                                                  |
| 2018-2019 | マラゲーニャ 作曲：エルネスト・レクオーナ 振付：パスカーレ・カメレンゴ                                                                                                  | Turn to Stone ボーカル：イングリッド・マイケルソン 振付：佐藤有香、ジェレミー・アボット                                                                            | Yuri on ICE アニメ『ユーリ!!! on ICE』より 作曲：梅林太郎 振付：ベンジー・シュウィマー、佐藤有香 |
| 2017-2018 | Yuri on ICE アニメ『ユーリ!!! on ICE』より 作曲：梅林太郎 振付：ベンジー・シュウィマー、佐藤有香                                                                        | 映画『ロミオとジュリエット』より 作曲：ニーノ・ロータ 振付：パスカーレ・カメレンゴ                                                                                 |                                                                                                  |
| 2016-2017 | Out of the Garage 映画『コードネーム U.N.C.L.E.』より 作曲：ダニエル・ペンバートン テーマ 映画『ミッション:インポッシブル』より 作曲：ダニー・エルフマン 振付：佐藤有香 | 映画『スター・ウォーズ』サウンドトラックより 作曲：ジョン・ウィリアムズ 振付：佐藤有香                                                                             |                                                                                                  |
| 2015-2016 | レット・イット・ゴー 作曲：ロバート・ロペス 振付：佐藤有香 | 映画『スター・ウォーズ』サウンドトラックより 作曲：ジョン・ウィリアムズ 振付：佐藤有香                                                                             |                                                                                                  |
| 2014-2015 | Bossa Nova Baby ボーカル：エルヴィス・プレスリー 振付：マリナ・ズエワ                                                                                                   | ザッツ・エンターテインメント 作曲：アーサー・シュワルツ Love is Here to Stay I'll Build a Stairway to Paradise 作曲：ジョージ・ガーシュウィン 振付：マリナ・ズエワ | Fireflies 曲：アウル・シティー                                                                   |
| 2013-2014 | 歌劇『サムソンとデリラ』より 作曲：カミーユ・サン＝サーンス | ミュージカル『レ・ミゼラブル』より 作曲：クロード＝ミシェル・シェーンベルク                                                                                        | Fireflies 曲：アウル・シティー                                                                   |

### 男子シングル
| シーズン  | SP                                                                    | FS                                                    |
| --------- | --------------------------------------------------------------------- | ----------------------------------------------------- |
| 2012-2013 | ミュージカル『オペラ座の怪人』より 作曲：アンドルー・ロイド・ウェバー | ヴァイオリン協奏曲 作曲：ピョートル・チャイコフスキー |
| 2011-2012 | タンゴ・デ・ロス・エクシラドス 作曲：ウォルター・タイエブ             | ヴァイオリン協奏曲 作曲：ピョートル・チャイコフスキー |
| 2010-2011 | タンゴ・デ・ロス・エクシラドス 作曲：ウォルター・タイエブ             | 映画『仮面の男』より 作曲：ニック・グレニー＝スミス   |
| 2009-2010 | 映画『スピード』より 作曲：マーク・マンシーナ                         | 映画『仮面の男』より 作曲：ニック・グレニー＝スミス   |

## 受賞歴
- 愛知県スポーツ功労賞（2014年[48]、2022年[49]、2024年[50]）、特別表彰（2018年[51]）
- 東海市スポーツ功労賞（2022年[52]）
- 日本オリンピック委員会 JOCスポーツ賞：優秀賞（2022年[53]）
- 日本スケート連盟：JOC杯最優秀選手賞（2022年[54]）
- ビッグスポーツ賞（2023年[55]）、特別賞（2022年[56]）

## サポート・パートナーシップ契約他
- エア・カナダ (2023年5月1日- )